# Аксу (округ)
О́круг Аксу́ (уйг. ئاقسۇ ۋىلايىتى‎, кит. упр. 阿克苏地区, пиньинь Ākèsū Dìqū) — округ в Синьцзян-Уйгурском автономном районе КНР. Власти округа размещаются в городском уезде Аксу.

## География
Округ занимает северо-западную часть Таримского бассейна и южные склоны Тяньшаня. Граничит в одной точке с Или-Казахским автономным округом, Казахстаном (Райымбекский район Алматинской области) и Кыргызстаном (Ак-Суйский район Иссык-Кульской области); единственный в мире стык границ четырёх административно-территориальных единиц второго уровня. Обводняется рекой Тарим и её притоками, питаемыми тяньшаньскими ледниками (главным образом, реки Аксу и Музарт).

## История
После образования провинции Синьцзян эти земли в 1882 году были подчинены Региону Аксу (阿克苏道). В 1928 году Регион Аксу был преобразован в Административный район Аксу (阿克苏行政区), который в 1933 году был переименован в Административный район № 4 (第四行政区).
После образования КНР здесь в 1950 году был создан Специальный район Аксу (阿克苏专区), который в 1971 году был преобразован в Округ Аксу (阿克苏地区).
Решением Госсовета КНР от 17 сентября 2002 года Арал был выделен из состава городского уезда Аксу в отдельный городской уезд, подчинённый непосредственно правительству Синьцзян-Уйгурского автономного района.
В 2019 году уезд Куча был преобразован в городской уезд.

## Административное деление
Округ делится на 2 городских уезда и 7 уездов:
|   |                |          |           |               |                                 |                                  |                         |               |                            |  |
| # | Статус         | Название | Иероглифы | Пиньинь       | Уйгурский язык (арабский шрифт) | Уйгурский язык (латинский шрифт) | Население (2003, прим.) | Площадь (км²) | Плотность населения (/км²) |  |
| 1 | Городской уезд | Аксу     | 阿克苏市  | Ākèsū shì     | ئاقسۇ شەھىرى                    | Aqsu Shehiri                     | 570,000                 | 14,450        | 39                         |  |
| 2 | Уезд           | Вэньсу   | 温宿县    | Wēnsù xiàn    | ئونسۇ ناھىيىسى                  | Onsu Nahiyisi                    | 230,000                 | 14,376        | 16                         |  |
| 3 | Городской уезд | Куча     | 库车市    | Kùchē shì     | كۇچار شەھىرى                    | Kuchar Shehiri                   | 410,000                 | 14,529        | 28                         |  |
| 4 | Уезд           | Шахъяр   | 沙雅县    | Shāyǎ xiàn    | شايار ناھىيىسى                  | Shayar Nahiyisi                  | 210,000                 | 31,887        | 7                          |  |
| 5 | Уезд           | Токсу    | 新和县    | Xīnhé xiàn    | توقسۇ ناھىيىسى                  | Toqsu Nahiyisi                   | 150,000                 | 5,831         | 26                         |  |
| 6 | Уезд           | Бай      | 拜城县    | Bàichéng xiàn | باي ناھىيىس                     | Bay Nahiyisi                     | 210,000                 | 15,917        | 13                         |  |
| 7 | Уезд           | Учтурфан | 乌什县    | Wūshí xiàn    | ئۇچتۇرپان ناھىيىسى              | Uchturpan Nahiyisi               | 190,000                 | 9,065         | 21                         |  |
| 8 | Уезд           | Ават     | 阿瓦提县  | Āwǎtí xiàn    | ئاۋات ناھىيىسى                  | Avat Nahiyisi                    | 220,000                 | 13,067        | 17                         |  |
| 9 | Уезд           | Кельпин  | 柯坪县    | Kēpíng xiàn   | كەلپىن ناھىيىسى                 | Kelpin Nahiyisi                  | 40,000                  | 8,977         | 4                          |  |

## Экономика
В округе развиты текстильная, швейная и пищевая промышленность. Округ славится своими сладкими яблоками и продуктами из них (в том числе сушенными яблоками, яблочным соком и яблочным уксусом). В пустынных районах созданы «умные» тепличные хозяйства, где выращивают помидоры и другие овощи.